# Vindey
Vindey (anciennement Vindé) est une commune française, située dans le département de la Marne en région Grand Est. Ses habitants sont appelés les Vindotiers et les Vindotières.

## Géographie
La commune s'étend sur 7,9 km2. Entouré par les communes de Saudoy, Mœurs-Verdey et Sézanne, Vindey est situé à 42 km au sud-ouest d'Épernay, la plus grande ville à proximité.
La rivière le Grand Morin est le principal cours d'eau de Vindey.
La commune est proche de la forêt domaniale de la Traconne et du Parc Natura 2000 des "Landes et mares de Sézanne et Vindey".

### Communes limitrophes
| Mœurs-Verdey         | Sézanne |         |
| Le Meix-Saint-Epoing | Vindey  | Chichey |
|                      | Saudoy  |         |

### Hydrographie

#### Réseau hydrographique
La commune est dans la région hydrographique « la Seine de sa source au confluent de l'Oise (exclu) » au sein du bassin Seine-Normandie. Elle est drainée par le Grand Morin, le ruisseau du Petit Étang et les Ruisselots,.
Le Grand Morin, d'une longueur de 118 km, prend sa source dans la commune de Lachy et se jette  dans la Marne à Condé-Sainte-Libiaire, après avoir traversé 37 communes. 

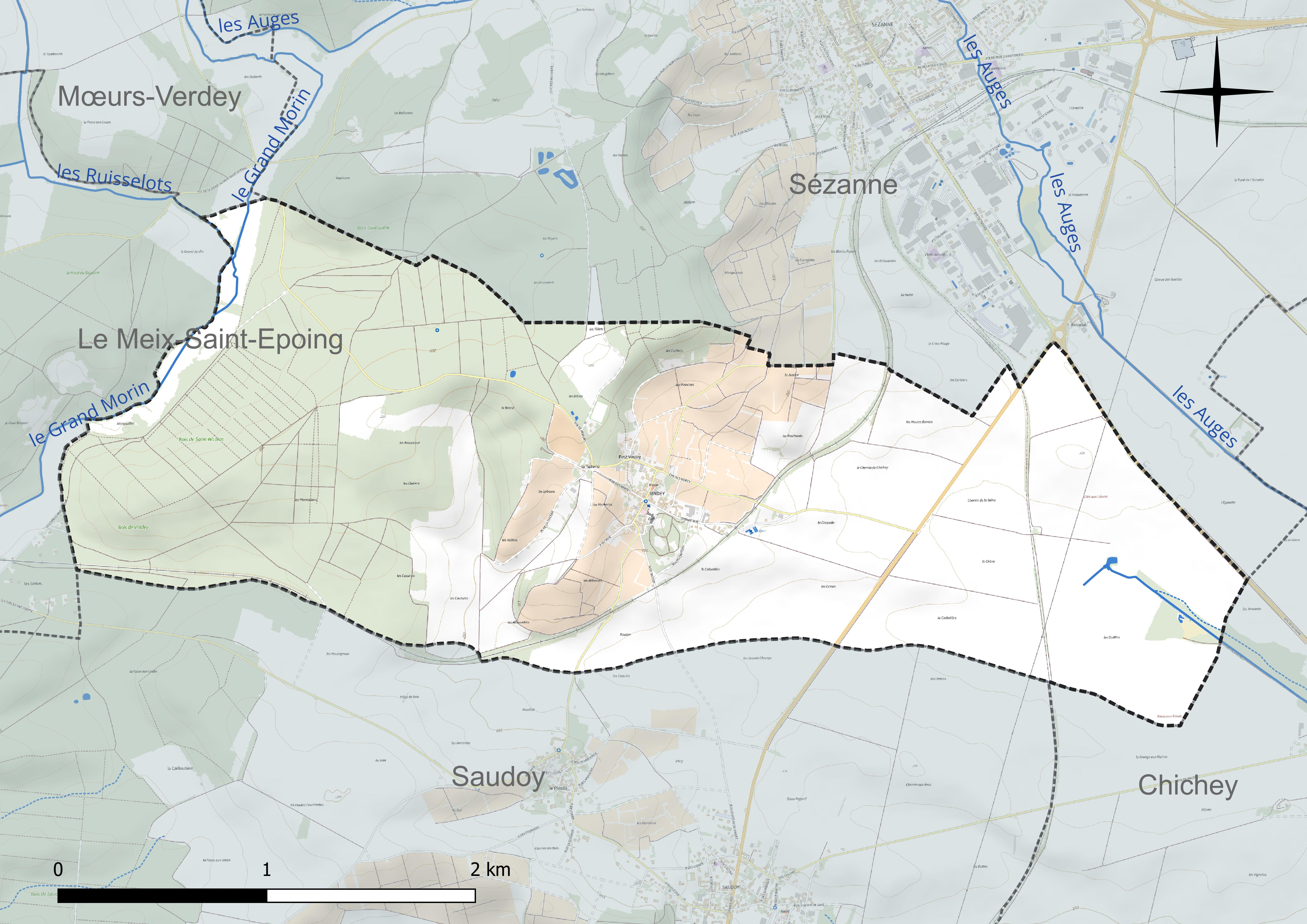
Réseau hydrographique de Vindey.

#### Gestion et qualité des eaux
Le territoire communal est couvert par le schéma d'aménagement et de gestion des eaux (SAGE) « Petit et Grand Morin ». Ce document de planification concerne le territoire des bassins versants du Petit Morin (630 km2) et du Grand Morin (1 185 km2) et se répartit sur trois départements (la Marne, l'Aisne et la Seine-et-Marne). Il a été approuvé le 21 octobre 2016. La structure porteuse de l'élaboration et de la mise en œuvre est le Syndicat mixte d'aménagement et de gestion des eaux (SMAGE) - EPAGE. 
La qualité des cours d’eau peut être consultée sur un site dédié géré par les agences de l’eau et l’Agence française pour la biodiversité. 

### Climat
Pour des articles plus généraux, voir Climat du Grand Est et Climat de la Marne.
En 2010, le climat de la commune est de type climat océanique dégradé des plaines du Centre et du Nord, selon une étude du Centre national de la recherche scientifique s'appuyant sur une série de données couvrant la période 1971-2000. En 2020, Météo-France publie une typologie des climats de la France métropolitaine dans laquelle la commune est exposée à un climat océanique altéré et est dans la région climatique  Nord-est du bassin Parisien, caractérisée par un ensoleillement médiocre, une pluviométrie moyenne régulièrement répartie au cours de l’année et un hiver froid (3 °C). 
Pour la période 1971-2000, la température annuelle moyenne est de 10,7 °C, avec une amplitude thermique annuelle de 15,6 °C. Le cumul annuel moyen de précipitations est de 737 mm, avec 12,1 jours de précipitations en janvier et 8 jours en juillet. Pour la période 1991-2020, la température moyenne annuelle observée sur la station météorologique de Météo-France la plus proche, « Esternay-Man », sur la commune d'Esternay à 12 km à vol d'oiseau, est de 10,9 °C et le cumul annuel moyen de précipitations est de 780,5 mm. 
La température maximale relevée sur cette station est de 42,5 °C, atteinte le 25 juillet 2019 ; la température minimale est de −25 °C, atteinte le 14 février 1956,,. 
Les paramètres climatiques de la commune ont été estimés pour le milieu du siècle (2041-2070) selon différents scénarios d'émission de gaz à effet de serre à partir des nouvelles projections climatiques de référence DRIAS-2020. Ils sont consultables sur un site dédié publié par Météo-France en novembre 2022.

## Urbanisme

### Typologie
Au 1er janvier 2024, Vindey est catégorisée commune rurale à habitat dispersé, selon la nouvelle grille communale de densité à sept niveaux définie par l'Insee en 2022.
Elle est située hors unité urbaine. Par ailleurs la commune fait partie de l'aire d'attraction de Sézanne, dont elle est une commune de la couronne,. Cette aire, qui regroupe 37 communes, est catégorisée dans les aires de moins de 50 000 habitants,.

### Occupation des sols
L'occupation des sols de la commune, telle qu'elle ressort de la base de données européenne d’occupation biophysique des sols Corine Land Cover (CLC), est marquée par l'importance des territoires agricoles (60,7 % en 2018), une proportion identique à celle de 1990 (60,7 %). La répartition détaillée en 2018 est la suivante : terres arables (45 %), forêts (36,2 %), cultures permanentes (13,5 %), milieux à végétation arbustive et/ou herbacée (3,1 %), prairies (2,2 %). L'évolution de l’occupation des sols de la commune et de ses infrastructures peut être observée sur les différentes représentations cartographiques du territoire : la carte de Cassini (XVIIIe siècle), la carte d'état-major (1820-1866) et les cartes ou photos aériennes de l'IGN pour la période actuelle (1950 à aujourd'hui).

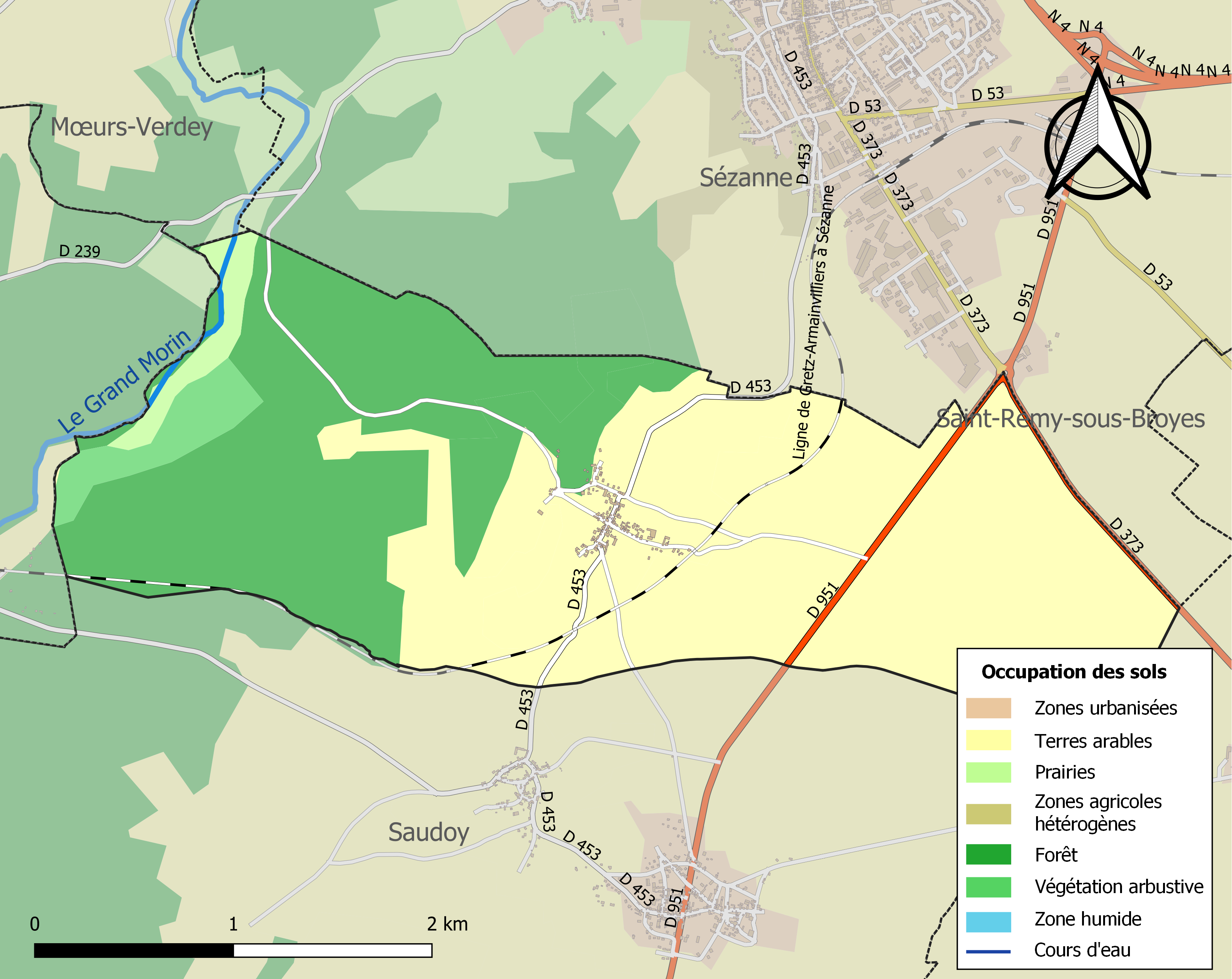
Carte des infrastructures et de l'occupation des sols de la commune en 2018 (CLC).

## Toponymie
Le nom de la localité est attesté sous les formes Vinci, Vinzi (1198) ; Vindi (1288) ; Vindé (1324) ; Vindeyum (1381) ; Vindehium (1443) ; Vindey-le-Grant (1498) ; Vindez (1511) ; Vindey-en-Brie, près Sézanne (1570) ; Vindé-le-Grant (1575) ; Vindez-le-Grand (1652) ; Vinea Deorum (1860)	.

D'autres parlent d'une étymologie gauloise[Qui ?] : vindo signifiant « blanc », rappelant la couleur des sols crayeux caractéristiques de la région et propices à la culture de la vigne. Il est également possible que Vindey dérive de Vindos (nom de personne) + suffixe -acum, désignant l'appartenance d'un domaine à un homme (Dauzat et Rostaing, Dictionnaire étymologique des noms de lieux en France)[réf. incomplète].

## Histoire
Même si on retrouve des traces d'exploitation viticoles remontant au Ve millénaire av. J.-C. [réf. nécessaire], le vignoble qui a fait la prospérité de la commune a semble-t-il été planté par les légions romaines, marquant la frontière entre les peuples gaulois Parisii et les zones occupées par les Francs.
Au début du XIIIe siècle, Blanche de Castille avait coutume de traverser Vindey, en venant du prieuré du Val Dieu, dans le château royal de Lachy, pour rendre visite à ses parents les comtes d'Anglure.
En 1547, un château est construit par la famille des Morel de Vindé ; le vicomte Charles Gilbert Morel de Vindé y habita.
Le comte Charles Gérard de Rohan-Chabot (fils d'Anne Terray de Morel-Vindé) le céda en 1933 pour financer d'importants travaux dans son château de La Motte-Tilly.
Pendant la Seconde Guerre mondiale, un groupe de résistants fit dérailler un train dans le tunnel de Vindey la nuit du 5 au 6 juin 1944.

## Politique et administration
| Période                                  | Période                      | Identité       | Étiquette | Qualité |
| ---------------------------------------- | ---------------------------- | -------------- | --------- | ------- |
| Les données manquantes sont à compléter. |                              |                |           |         |
|                                          | 1878                         | Verlet         |           |         |
| 1879                                     |                              | Féron          |           |         |
| 1995                                     | 2001                         | Roger Doyard   | DVD       |         |
| 2001                                     | 2014                         | Bernard Doyard |           |         |
| 2014                                     | En cours (au 4 juillet 2014) | Michel Peligri |           |         |

## Démographie
L'évolution du nombre d'habitants est connue à travers les recensements de la population effectués dans la commune depuis 1793. Pour les communes de moins de 10 000 habitants, une enquête de recensement portant sur toute la population est réalisée tous les cinq ans, les populations de référence des années intermédiaires étant quant à elles estimées par interpolation ou extrapolation. Pour la commune, le premier recensement exhaustif entrant dans le cadre du nouveau dispositif a été réalisé en 2008.

En 2022, la commune comptait 106 habitants, en évolution de −12,4 % par rapport à 2016 (Marne : −1,19 %, France hors Mayotte : +2,11 %).
| 1793 | 1800 | 1806 | 1821 | 1831 | 1836 | 1841 | 1846 | 1851 |
| ---- | ---- | ---- | ---- | ---- | ---- | ---- | ---- | ---- |
| 245  | 268  | 289  | 285  | 321  | 327  | 333  | 316  | 315  |

| 1856 | 1861 | 1866 | 1872 | 1876 | 1881 | 1886 | 1891 | 1896 |
| ---- | ---- | ---- | ---- | ---- | ---- | ---- | ---- | ---- |
| 299  | 293  | 272  | 276  | 245  | 227  | 229  | 221  | 221  |

| 1901 | 1906 | 1911 | 1921 | 1926 | 1931 | 1936 | 1946 | 1954 |
| ---- | ---- | ---- | ---- | ---- | ---- | ---- | ---- | ---- |
| 213  | 188  | 194  | 182  | 178  | 164  | 143  | 173  | 179  |

| 1962 | 1968 | 1975 | 1982 | 1990 | 1999 | 2006 | 2008 | 2013 |
| ---- | ---- | ---- | ---- | ---- | ---- | ---- | ---- | ---- |
| 183  | 162  | 164  | 152  | 157  | 123  | 128  | 129  | 127  |

| 2018 | 2022 | - | - | - | - | - | - | - |
| ---- | ---- | - | - | - | - | - | - | - |
| 111  | 106  | - | - | - | - | - | - | - |

La densité de population est de 17,5 habitants par km² sur la commune.

## Économie
L'économie de Vindey est largement dominée par la viticulture. Dès 1845, on y produisait déjà un vin blanc (non champagnisé) très réputé.

## Patrimoine
L'actuel château de la commune de Vindey a été construit en 1811, dans le parc de l'ancien château des Morel de Vindé : dans le sous-sol, des souterrains mènent jusqu'au mont Aimé.
On trouve également à Vindey une magnifique fontaine en forme de bouteille de champagne, érigée en 1811 avec des pierres provenant de la démolition du colombier du vieux château, dont l'emplacement marquerait la frontière entre la Brie et la Champagne. Elle reçoit les eaux de la source des Cuchots, située au sommet de la côte boisée qui surplombe le village, et qui alimentait également un très beau lavoir XIXe.
Une mairie-école, construite en 1883 dans le style régional typique de l'époque, a été restaurée en 2011. L'école n'accueille plus d'élèves depuis les années 1970.

## Personnalités liées à la commune
- Philippe Bonotte, maire de Sézanne, président de la communauté de communes des Coteaux Sézannais ;
- Robert Duterque, résistant ;
- Charles Gilbert Morel de Vindé, pair de France.